# 井上美紀
井上 美紀（いのうえ みき、1967年12月8日 - ）は、日本の女性声優。青二プロダクション所属。和歌山県和歌山市出身。

## 経歴
子供の頃の夢は歌手だったという。
関西外国語大学卒業。青二塾大阪校6期生。

## 人物
方言は関西弁。
声優としては、アニメ、ドラマCDに出演しており、テレビ、CM、CFのナレーションも多数務めている。
趣味は読書、音楽鑑賞。
資格・免許は英検2級、珠算2級、秘書検定3級。
妹がいる。

## 出演
太字はメインキャラクター。

### テレビアニメ
1988年
- キテレツ大百科（真美、さち子）

1991年
- まじかる☆タルるートくん（女の子、ハイカー）
- キン肉マン キン肉星王位争奪編（1991年 - 1992年、マリ、子供）
- ゲッターロボ號

1992年
- 美少女戦士セーラームーン シリーズ（1992年 - 1994年、女性客、女の子、受付） - 2シリーズ

1993年
- 太陽がいっぱい（麻美）
- GS美神（女子生徒、村人、部員）
- 蒼き伝説 シュート!（1993年 - 1994年、出水美和子）

1994年
- 真拳伝説タイトロード（白龍）

1995年
- ママレード・ボーイ（高瀬弥生）
- アニメ世界の童話（三女、奥さん）
- ご近所物語（園児）

1997年
- 勇者王ガオガイガー（平田昭子）
- ゲゲゲの鬼太郎（第4作）（千里）

2002年
- アクエリアンエイジ Sign for Evolution（司会）
- キン肉マンII世（マリさん）

2003年
- エアマスター（石毛まさみ）
- ガンパレード・マーチ 〜新たなる行軍歌〜（芳野春香）

2005年
- SHUFFLE!（2005年 - 2007年、麻弓＝タイム、マサトの母） - 2シリーズ

2006年
- 貧乏姉妹物語（電話のガイダンス）

2007年
- らき☆すた（桜庭ひかる）

2025年
- 戦隊レッド 異世界で冒険者になる（灯悟の母）

### 劇場アニメ
- スラムダンク（1994年、女生徒）
- ONE PIECE THE MOVIE エピソードオブチョッパー+ 冬に咲く、奇跡の桜（2008年）

### OVA
- スローステップ（1991年、部員D）
- 武田鉄矢の月がのぼるまでに（1991年）
- 臀撃おしおき娘ゴータマン（1994年、女生徒A）
- 鬼切丸 第四章 怨鬼哀歌の章（1995年、およね）
- アカネマニアックス（2004年、神宮司まりも）

### ゲーム
1992年
- 超時空要塞マクロス 永遠のラヴソング

1993年
- CAL II（ララミー）

1994年
- CAL III（ジュノー）

1996年
- エターナルメロディ（アイリス・ミール）

1997年
- 恐怖新聞（中神緑子）
- ドラゴンナイト4（メイフェア、クラリス） - PlayStation版
- ドラゴンナイト4（ジーナ、ビアンカ、マノ） - PC-FX版

1998年
- ドキドキプリティリーグ 熱血乙女青春記（楠芹香）

2000年
- SIMPLE1500シリーズ Vol.36 THE 恋愛シミュレーション 〜夏色セレブレーション〜（小早川雫香）

2002年
- 魔女のお茶会（ユウヒメグミ）

2004年
- エアフォースデルタ ブルーウィングナイツ（アメリア・ジョンソン）

2005年
- SHUFFLE! ON THE STAGE（麻弓＝タイム）

2006年
- エーデルワイス（青空遥花）
- マブラヴ（神宮司まりも） - 全年齢版
- マブラヴ オルタネイティヴ（神宮司まりも） - 全年齢版

2008年
- らき☆すた 〜陵桜学園 桜藤祭〜（2008年 - 2010年、桜庭ひかる、ルミナス） - 2作品
- ファミリースキー

2009年
- Really? Really! リアリアDS（麻弓＝タイム）
- らき☆すた ネットアイドル・マイスター（桜庭ひかる）

### ドラマCD
- エーデルワイス 詠伝島花粉大戦争（青空遥花）
- 黄金拍車 異次元騎士カズマ 旅立ちの章 カセットCDブック（緑川奈緒）
- 北の国からこんにちわ―雪色の季節―（舞、エンドテーマ「もっと恋したい」）
- 高機動幻想ガンパレードマーチ 新たなる行軍歌（芳野春香）
- CDシアター ドラゴンクエストIV（モニカ）
- SHUFFLE!（麻弓=タイム）
- テイルズ オブ ファンタジア ANTHOLOGY.1（ナンシー）
- ときめきメモリアル2Vol.1〜予感・はじまりの季節〜（竹崎芳美、オペレーター）
- ブロードキャストを突っ走れ!（三木涼子）
- らき☆すた ドラマCD（ドラマがコンプリートなディスク）（桜庭ひかる）
- 宮河家の空腹 ドラマCD 陵桜学園高等学校文化祭は大パニックかも（桜庭ひかる）

### 特撮
- スーパー戦隊シリーズ
  - 炎神戦隊ゴーオンジャー（2008年 - 2018年、炎神ベアールVの声、ケーキ屋の店員役） - 1シリーズ+4作品[一覧 4]
  - 海賊戦隊ゴーカイジャー（2011年、炎神ベアールVの声）
  - 爆上戦隊ブンブンジャー（2024年、炎神ベアールVの声[13]）

### 吹き替え
- 霊幻道士6/史上最強のキョンシー登場!!

### ラジオドラマ
- 青山二丁目劇場
  - 「キラキラなココロ」（2007年） - キヨ
  - 「プラネタリウム」（2013年） - 薫

### テレビドラマ
- 踊る大捜査線（1997年、フジテレビ） - 婦警

### ナレーション
- GET IN ゴルフチャンネル（ナレーション） - テレビ朝日
- コジマ電気（CMナレーション）
- What's up at Tokyo Disney Resort（ナレーション） - 旅チャンネル
- SMAP×SMAP（ナレーション） - フジテレビ

### ボイスオーバー
- ウンナンのホントコ!（未来日誌4の声）
- 日立 世界・ふしぎ発見!

### その他コンテンツ
- ゲオ（店内ナビゲーター）

### シリーズ一覧
1. ↑  第1期（1992年）、第2期『R』（1994年）
2. ↑  第1期（2005年 - 2006年）、第2期『MEMORIES』（2007年）
3. ↑  『〜陵桜学園 桜藤祭〜』（2008年）、『Portable』（2010年）
4. ↑  テレビシリーズ（2008年 - 2009年）、『 BUNBUN!BANBAN!劇場BANG!!』（2008年）、『ゴーオンジャーVSゲキレンジャー（2009年）、『シンケンジャーVSゴーオンジャー 銀幕BANG!!』（2010年）、『10 YEARS GRANDPRIX』（2018年）